# اليمامة (الخرج)
اليمامة، هي بلدة عريقة موغلة في القدم من فئة (أ) تقع في محافظة الخرج، والتابعة لمنطقة الرياض في السعودية.